# Any Malu Show
Any Malu Show é uma série de desenho animado brasileira produzida pelo Combo Studio para o Cartoon Network no geral. A série é um spin-off de O (Sur)real Mundo de Any Malu que foi originalmente exibido no YouTube e mais tarde mudou-se para o Cartoon Network. A série estreou em 4 de maio de 2020 e finalizada em 25 de maio de 2021.

## Elenco
- Natali Pazete como Anita Maria de Lourdes "Any Malu" Orleans Bragança
- Anderson Mahanski como Nina
- Fernando Mendonça como Willen Van Dillen e Shupika
- Lucas Gama como Kotoko
- Sylvia Salustti como Agatha Vladsky
- Pamella Rodrigues como Rebecca Mayfair

## Episódios

### Resumo
| Temporada | Temporada | Episódios | Exibição no Brasil    | Exibição no Brasil |
| Temporada | Temporada | Episódios | Estreia de temporada  | Final de temporada |
| --------- | --------- | --------- | --------------------- | ------------------ |
|           | 1         | 13        | 4 de maio de 2020     | 20 de maio de 2020 |
|           | 2         | 13        | 2 de março de 2021    | 25 de maio de 2021 |
|           | Especiais | 2         | 9 de dezembro de 2020 | 28 de maio de 2021 |

### 1ª Temporada (2020)
| N.º na série | N.º na temp. | Título                         | Dirigido por | Escrito por                         | Exibição original  | Audiência (milhões) |
| --- | ------------ | ------------------------------ | ------------ | ----------------------------------- | ------------------ | ------------------- |
| 1 | 1            | "Pilotando Meu Piloto"         | ASA          | Paulo Lescaut                       | 4 de maio de 2020  | ASD                 |
| Any Malu planeja criar um piloto para o seu programa. |              |                                |              |                                     |                    |                     |
| 2 | 2            | "A Melhor Van de Todas"        | ASA          | Rafa Castro                         | 5 de maio de 2020  | ASD                 |
| Any Malu dá uma espiada nas vans dos desenhos animados. |              |                                |              |                                     |                    |                     |
| 3 | 3            | "Convida: Gumball"             | ASA          | Fernanda Brandalise e Paulo Lescaut | 6 de maio de 2020  | ASD                 |
| Quando Any Malu ansiosamente pensava que receberia Gumball de O Incrível Mundo de Gumball em seu programa, acaba recebendo Darwin em seu lugar.                               |              |                                |              |                                     |                    |                     |
| 4 | 4            | "Batalha Pelo Ar Condicionado" | ASA          | Rafa Castro                         | 7 de maio de 2020  | ASD                 |
| Any Malu e Willen brigam pelo ar-condicionado do estúdio. |              |                                |              |                                     |                    |                     |
| 5 | 5            | "Video Game"                   | ASA          | Rafa Castro                         | 8 de maio de 2020  | ASD                 |
| Quando Kotoko e Willen ficam apegados a um jogo de video-game, Any Malu não consegue se manter focada na apresentação do programa.                                            |              |                                |              |                                     |                    |                     |
| 6 | 6            | "Não Alimente os Trolls"       | ASA          | Rafa Castro                         | 11 de maio de 2020 | ASD                 |
| Quando Kotoko e Willen pregam uma peça em Any Malu, ela planeja uma vingança elaborada no próprio jogo.                                                                       |              |                                |              |                                     |                    |                     |
| 7 | 7            | "Cartoon Chef"                 | ASA          | Paulo Lescaut                       | 12 de maio de 2020 | ASD                 |
| Any Malu comanda um quadro de artes culinárias em seu programa. |              |                                |              |                                     |                    |                     |
| 8 | 8            | "Guerra dos Clones"            | ASA          | Fernanda Brandalise                 | 13 de maio de 2020 | ASD                 |
| Any Malu acredita que tenham sócias intrometidas em seu programa, que na verdade, são duplicatas.                                                                             |              |                                |              |                                     |                    |                     |
| 9 | 9            | "Cartoon Musical Talents"      | ASA          | Fernanda Brandalise                 | 14 de maio de 2020 | ASD                 |
| Lindinha de As Meninas Superpoderosas, Mordecai de Apenas um Show e Princesa Caroço de Hora de Aventura aparecem no programa de Any Malu como jurados de um concurso musical. |              |                                |              |                                     |                    |                     |
| 10 | 10           | "Fórum Cartoon"                | ASA          | Pedro Barba                         | 15 de maio de 2020 | ASD                 |
| Any Malu cria um quadro onde ela deve levar as opiniões de Kotoko e Agatha sobre alienígenas a julgamento.                                                                    |              |                                |              |                                     |                    |                     |
| 11 | 11           | "Aniversário da Malu"          | ASA          | Paulo Lescaut                       | 18 de maio de 2020 | ASD                 |
| Em seu novo quadro, Any Malu explica o quão festas de aniversário, são para ela, insuportáveis.                                                                               |              |                                |              |                                     |                    |                     |
| 12 | 12           | "Bichinhos de Estimação"       | ASA          | Rafa Castro                         | 19 de maio de 2020 | ASD                 |
| Any Malu tenta substituir Shupika por um novo animal de estimação no seu programa.                                                                                            |              |                                |              |                                     |                    |                     |
| 13 | 13           | "Convida: Ben 10"              | ASA          | Rafa Catro                          | 20 de maio de 2020 | ASD                 |
| Any Malu tenta impedir Kotoko e Willen de conhecerem Ben Tennyson de Ben 10 ao vivo no estúdio.                                                                               |              |                                |              |                                     |                    |                     |

### 2ª Temporada (2021)
| N.º na série | N.º na temp. | Título                            | Dirigido por | Escrito por         | Exibição original   | Audiência (milhões) |
| --- | ------------ | --------------------------------- | ------------ | ------------------- | ------------------- | ------------------- |
| 14 | 1            | "Algo Não Cheira Bem"             | ASA          | Rafa Castro         | 2 de março de 2021  | ASD                 |
| Any Malu solta uma flatulência ao vivo. Constrangida, ela tenta viajar no tempo para não cometer esse erro. |              |                                   |              |                     |                     |                     |
| 15 | 2            | "Ships"                           | ASA          | Fernanda Brandalise | 9 de março de 2021  | ASD                 |
| Rebecca procura o ship ideal para Any Malu e Willen. |              |                                   |              |                     |                     |                     |
| 16 | 3            | "Carta na Manga"                  | ASA          | Fernanda Brandalise | 16 de março de 2021 | ASD                 |
| Any Malu perde sua figurinha e precisa procurá-la nos cenários dos outros programas do Cartoon Network. |              |                                   |              |                     |                     |                     |
| 17 | 4            | "Convida: Mordecai & Rigby"       | ASA          | Rafa Castro         | 23 de março de 2021 | ASD                 |
| Any Malu recebe Mordecai e Rigby de Apenas um Show no seu programa para ajudá-los a resolver uma treta. |              |                                   |              |                     |                     |                     |
| 18 | 5            | "Especial de Comédia"             | ASA          | ASA                 | 30 de março de 2021 | ASD                 |
| Quando Any Malu fica nervosa para apresentar o programa e recebe a informação da Nina de que Princesa Caroço (Hora de Aventura) estaria na plateia, ela precisa fazer o máximo de esforço para impressionar sua chefa. |              |                                   |              |                     |                     |                     |
| 19 | 6            | "Encare seus Medos"               | ASA          | ASA                 | 6 de abril de 2021  | ASD                 |
| Agatha leva no programa um artefato milenar alienígena que revela todos os medos dos seus amigos. |              |                                   |              |                     |                     |                     |
| 20 | 7            | "Tá Ligado"                       | ASA          | ASA                 | 13 de abril de 2021 | ASD                 |
| Any Malu divide com o público todos os arquivos secretos do Cartoon que encontrou no livro da Princesa Caroço (Hora de Aventura).                                                                                      |              |                                   |              |                     |                     |                     |
| 21 | 8            | "RPG"                             | ASA          | ASA                 | 20 de abril de 2021 | ASD                 |
| Kotoko propõe um jogo de RPG com seus amigos, onde eles incorporam os personagens de outras séries do Cartoon. |              |                                   |              |                     |                     |                     |
| 22 | 9            | "Mãedona"                         | ASA          | ASA                 | 27 de abril de 2021 | ASD                 |
| Quando Dona Nina atrapalha Any Malu na apresentação de seu programa, ela lida com a situação chamando sua mãe para aparecer nele pessoalmente.                                                                         |              |                                   |              |                     |                     |                     |
| 23 | 10           | "Sonhos"                          | ASA          | ASA                 | 4 de maio de 2021   | ASD                 |
| Any Malu usa óculos de realidade virtual para descobrir todos os segredos dos Cartoons. |              |                                   |              |                     |                     |                     |
| 24 | 11           | "Minha Mãe Não Acerta Uma"        | ASA          | ASA                 | 11 de maio de 2021  | ASD                 |
| Dona Nina nunca aparece para as câmeras, por isso, Any Malu inventa um desafio em troca de uma viagem espacial com as Crystal Gems de Steven Universo.                                                                 |              |                                   |              |                     |                     |                     |
| 25 | 12           | "Convida: Meninas Superpoderosas" | ASA          | ASA                 | 18 de maio de 2021  | ASD                 |
| Malu recebe Florzinha e Lindinha de As Meninas Superpoderosas no seu programa, com exceção de Docinho. Kotoko resolve se virar e usa o cosplay da Docinho para que Any Malu não perceba sua ausência.                  |              |                                   |              |                     |                     |                     |
| 26 | 13           | "Dejà Vu"                         | ASA          | ASA                 | 25 de maio de 2021  | ASD                 |
| Um dejà vu faz com que Any Malu retornasse diretamente aos episódios anteriores de seu programa. |              |                                   |              |                     |                     |                     |

### Especiais (2020-2021)
| N.º na série | N.º na temp. | Título                           | Dirigido por | Escrito por | Exibição original              | Audiência (milhões) |
| ------------ | ------------ | -------------------------------- | ------------ | ----------- | ------------------------------ | ------------------- |
| ASA          | 1            | "Convida: Salsicha & Scooby-Doo" | ASA          | ASA         | 9 de dezembro de 2020 (online) | ASD                 |
| ASA          | 2            | "Any Malu Show: Edição Especial" | ASA          | ASA         | 28 de maio de 2021             | ASD                 |